# (76) Freia
|  | Aquest article tracta sobre l'asteroide. Vegeu-ne altres significats a «Freia». |

Freia és l'asteroide núm. 76 de la sèrie. Fou descobert per Henri Louis d'Arrest a Copenhaguen el 21 d'octubre del 1862, fou el primer i únic asteroide descobert. És un asteroide molt gran del cinturó principal. El seu nom es deu a la deessa Freia de la mitologia nòrdica.